# Lijst van Nederlandse zwemverenigingen
Op deze lijst van Nederlandse zwemverenigingen zijn de verenigingen opgenomen volgens de regionale indeling in regio's zoals de KNZB die hanteert. Deze indeling volgt niet strikt de in Nederland gebruikelijke indeling in provincies. De regio's omvatten de disciplines wedstrijdzwemmen, schoonspringen, synchroonzwemmen en waterpolo.
Tot 2013 werd er gewerkt met kringen, maar voor de uniformiteit zijn dit regio's geworden.

## Kring Groningen
Gebied: Provincie Groningen.
| Zwemvereniging              | Plaats            |
| --------------------------- | ----------------- |
| Azuro                       | Delfzijl          |
| Aqualero                    | Leek              |
| De Aquaflippers             | Zuidhorn          |
| De Barkhoorn                | Sellingen         |
| Bubble                      | Veendam           |
| Ducdalf                     | Bedum             |
| De Golfbreker               | Groningen         |
| De Hardenberg               | Finsterwolde      |
| De Inktvis                  | Hoogezand         |
| ReVeLie swimteam.           | Groningen         |
| Grijpskerk                  | Grijpskerk        |
| GZVW                        | Winschoten        |
| Haren                       | Haren             |
| H2Oldambt*                  | Pekela/Winschoten |
| Nova                        | Musselkanaal      |
| Thor                        | Wildervank        |
| Ten Boer                    | Ten Boer          |
| G.Z. TriVia                 | Groningen         |
| De Walvisch                 | Groningen         |
| ZCM'86                      | Muntendam         |
| Zeno                        | Oldekerk/Niekerk  |
| Zepta                       | Ter Apel          |
| ZPC                         | Stadskanaal       |
| Zwem Goud                   | Groningen         |
| Voormalige zwemverenigingen |                   |
| Startgemeenschap Groningen  | Groningen         |

* Ontstaan na fusie Hatweoo en Z.C. Oldambt

## Kring Friesland
Gebied: Provincie Friesland.
| Zwemvereniging     | Plaats             |
| ------------------ | ------------------ |
| Afc                | Appelscha          |
| ZV Middelsé        | Stiens             |
| Avéna              | Joure              |
| DZ&PC              | Drachten           |
| De Forel           | Wolvega            |
| FZC'54             | Franeker           |
| De Granaet         | Dokkum             |
| HZ&PC Heerenveen   | Heerenveen         |
| Isis               | Gorredijk          |
| JZ&PC Jubbega      | Jubbega            |
| Neptunia'24        | Sneek              |
| ZV Orca            | Leeuwarden         |
| PWC                | Buitenpost         |
| De Skelp           | Sint Annaparochie  |
| SG Bolsward/Workum | Bolsward/Workum    |
| De Vikings         | Harlingen/Vlieland |
| De Wellerobben     | Haulerwijk         |
| Wetterwille        | Bergum             |
| ZCNF'34            | Oosterwolde        |
| De Vikings         | Harlingen          |
| ZPD                | Zwaagwesteinde     |

## Kring Drenthe
Gebied: Provincie Drenthe.
| Zwemvereniging                                          | Plaats              |
| ------------------------------------------------------- | ------------------- |
| Actief                                                  | Eelde               |
| Aqua'68                                                 | Assen               |
| Aqualero                                                | Roden               |
| De Baddespringers                                       | Nieuw-Buinen        |
| Borger                                                  | Borger              |
| De Boskikkers - Overgegaan in ZZG De Boskikkers in 2014 | Rolde               |
| Flotar                                                  | Nietap              |
| Polaris                                                 | Klazienaveen        |
| Flipper                                                 | Odoorn              |
| ZPC Hoogeveen                                           | Hoogeveen           |
| De Kikker                                               | Emmen               |
| Moby Dick                                               | Schoonebeek         |
| Najade                                                  | Smilde              |
| NZ&PC                                                   | Norg                |
| Peize                                                   | Peize               |
| De Plons                                                | Coevorden           |
| De Reest                                                | Meppel              |
| Ritola-Zwemmen en Waterpolo                             | Zuidlaren           |
| Z&PC De Spatters                                        | Beilen              |
| De Valken                                               | Westerbork & Beilen |
| Vriledo                                                 | Vries               |
| De Veenkers                                             | Nijeveen            |
| De Watersnip                                            | Zuidwolde           |
| ZKA'71                                                  | Emmen               |
| ZPDC                                                    | Diever              |
| ZZG - overgegaan in ZZG De Boskikkers in 2014           | Gieten              |
| ZZG De Boskikkers                                       | Gieten, Rolde       |
| Zwemclub Sleen'92                                       | Sleen               |

## Kring Overijssel
Gebied: Provincie Overijssel en Noordoostpolder.
| Zwemvereniging                        | Plaats                       |
| ------------------------------------- | ---------------------------- |
| ABS                                   | Bathmen                      |
| Arke De Dinkel                        | Denekamp                     |
| Avanti Wilskracht                     | Glanerbrug                   |
| Dedemsvaart AC                        | Dedemsvaart                  |
| Deltasteur                            | Kampen / IJsselmuiden        |
| DKZ                                   | De Krim                      |
| De Eerste Kolk                        | Genemuiden                   |
| Enschedese Zwemsport Combinatie (EZC) | Enschede                     |
| De Grunte                             | Hardenberg                   |
| Hera'11                               | Raalte                       |
| De IJsel                              | Deventer                     |
| De Lee                                | Gramsbergen                  |
| Losser                                | Losser                       |
| Maarkel                               | Markelo                      |
| De Mors                               | Rijssen                      |
| ZPC Nieuwleusen                       | Nieuwleusen                  |
| Olde Vechte                           | Ommen                        |
| OZ&PC                                 | Oldenzaal                    |
| ZPV Piranha                           | Enschede                     |
| Zwem- en Poloclub Het Ravijn          | Nijverdal                    |
| De Reestduikers                       | Staphorst                    |
| Sc Salland (SG)                       | Raalte                       |
| Scholtenhagen                         | Haaksbergen                  |
| Steenwijk 1934                        | Steenwijk                    |
| Swol 1894                             | Zwolle                       |
| 't Tolhekke                           | Steenwijk                    |
| De Tippe                              | Heino                        |
| Z.&P.C. Heidelberg                    | Borne                        |
| Twenhaarsveld                         | Holten                       |
| Twenterand (SG)                       | Vriezenveen                  |
| Twickel                               | Delden                       |
| De Veene                              | Almelo                       |
| VKC'03                                | Tubbergen                    |
| VZ&PC                                 | Vriezenveen                  |
| De Whee                               | Goor                         |
| De Wieke                              | Westerhaar-Vriezenveensewijk |
| WCZ                                   | Wijhe                        |
| WS Twente                             | Hengelo                      |
| De Zandstuve                          | Vroomshoop                   |
| ZVZ                                   | Zwartsluis                   |
| Zignea                                | Emmeloord                    |
| Zwemclub Urk 1978                     | Urk                          |

## Kring Gelderland
Gebied: Provincie Gelderland.
| Zwemvereniging         | Plaats          |
| ---------------------- | --------------- |
| ACZ Steenderen         | Steenderen      |
| Arnhemse Watervrienden | Arnhem          |
| Aqua-Novio'94          | Nijmegen        |
| Aqualéon               | Beneden-Leeuwen |
| Aquapoldro             | Apeldoorn       |
| De Berkelduikers       | Lochem          |
| De Bevers              | Dieren          |
| De Bevers/DWL (SG)     | Dieren          |
| De Breuly              | Zevenaar        |
| BZC Dolfijnen          | Beuningen       |
| Cadans                 | Beuningen       |
| Double Trouble (SG)    | Zetten          |
| DWK                    | Barneveld       |
| Dwl                    | Hummelo, Keppel |
| Dwv                    | Doesburg        |
| Esca Zwemmen           | Arnhem          |
| Ewr                    | Eibergen        |
| Ezpc                   | Elst            |
| Ezz                    | Zetten          |
| Flevo                  | Nijkerk         |
| Gay Swim - Spetters    | Nijmegen        |
| De Gelenberg           | Druten          |
| De Gendten             | Terborg         |
| GZV Marveld            | Groenlo         |
| Groesbeek              | Groesbeek       |
| Hattem-Wezep (SG)      | Hattem          |
| Hatto Heim             | Hattem          |
| He-key                 | Hengelo         |
| De Hokseberg           | 't Harde        |
| De Houtrib             | Lelystad        |
| Hydrofiel              | Nijmegen        |
| De IJsselmeeuwen       | Zutphen         |
| Kerkdriel              | Kerkdriel       |
| Livo                   | Lichtenvoorde   |
| Maldense Zwem Club'80  | Malden          |
| De Meer                | Culemborg       |
| Montferland            | 's Heerenberg   |
| Natare                 | Aalten          |
| Nautilus'61            | Terborg         |
| NDD                    | Doetinchem      |
| NDD/pegasus (SG)       | Doetinchem      |
| Neptunus               | Arnhem          |
| Noord-Veluwe           | Wezep           |
| Nunspeet               | Nunspeet        |
| NZC                    | Neede           |
| Octopus                | Heerde          |
| d'Olde Schole          | Varsseveld      |
| Olympia                | Geldermalsen    |
| PCH                    | Harderwijk      |
| Pegasus                | Zelhem          |
| PFC Rheden             | Rheden          |
| Polar Bears            | Ede             |
| Proteus                | Twello          |
| De Rijn                | Wageningen      |
| RZC                    | Renkum          |
| Schuurman BZC          | Berkelland      |
| De Spreng              | Brummen         |
| Thetis                 | Gendt           |
| Triton Putten          | Putten          |
| TZC-Vahalis            | Tiel            |
| Voila                  | Lochem          |
| De Vrije Slag          | Ede             |
| De Waalstroom          | Nijmegen        |
| Wahoo Swimming         | Zaltbommel      |
| De Woelwaters          | Harderwijk      |
| WWV Winterswijk        | Winterswijk     |
| Wijchen                | Wijchen         |
| ZC'90                  | Culemborg       |
| ZEW                    | Ermelo          |
| ZV Overbetuwe          | Overbetuwe      |
| ZVV                    | Vaassen         |
| ZVW'74                 | Westervoort     |
| ZV Zaltbommel          | Zaltbommel      |
| Zuiderzeezwemmers      | Dronten         |
| De Ward                | Bemmel          |
| Zwemclub Wehl          | Wehl            |

## Kring Utrecht
Gebied: Provincie Utrecht exclusief Abcoude.
| Zwemvereniging                | Plaats                 |
| ----------------------------- | ---------------------- |
| De Albatros                   | Vianen                 |
| De Amer                       | Amersfoort             |
| Aquarijn                      | Nieuwegein             |
| De Blauwe Schuur              | Rhenen                 |
| BZC Brandenburg               | De Bilt                |
| De Duinkikkers                | Soest                  |
| De Meerkoeten                 | Abcoude                |
| DVC De Kwakel                 | Utrecht                |
| De Fuut                       | Maarssen               |
| GoSwim                        | Houten                 |
| De Haaien                     | Leusden                |
| IJZPC                         | IJsselstein            |
| Dorestad Dolphins             | Wijk bij Duurstede     |
| De Meent                      | Breukelen              |
| Nat Utrecht                   | Utrecht                |
| Springclub Zimmermann         | Amersfoort             |
| SSVU                          | Utrecht                |
| UWV Wilskracht                | Utrecht                |
| UZSC                          | Utrecht                |
| De Vaart                      | Bunschoten             |
| Vecht & Rijn (SG)             | Breukelen, Vleuten     |
| De Vuursche                   | Baarn                  |
| VZC E&P                       | Veenendaal             |
| Watervlo                      | Vleuten, De Meern      |
| Woerden                       | Woerden                |
| One Team Swimming             | Woerden                |
| Woestduin                     | Doorn                  |
| USZ & WF 't Zinkstuk          | Utrecht                |
| Zwem- en Polo Club Amersfoort | Amersfoort             |
| Zwemclub Zeist                | Zeist                  |
| Zwemlust-Den Hommel           | Utrecht                |
| De Zwoer                      | Driebergen, Rijsenburg |
| ZV Utrecht                    | Utrecht                |

## Kring Amsterdam / 't Gooi
Gebied: Gemeente Amsterdam en omgeving, inclusief Landsmeer/Halfweg, de Haarlemmermeer en Abcoude, benevens een deel van de provincie Noord-Holland, begrensd door de provincie Utrecht.
| Zwemvereniging           | Plaats                  |
| ------------------------ | ----------------------- |
| De Aalscholver           | Almere                  |
| De Amstel                | Uithoorn                |
| De Breekers              | Landsmeer               |
| De Dolfijn               | Amsterdam               |
| DJK-ZAR                  | Amsterdam               |
| DOK                      | Amsterdam               |
| De Futen                 | Amstelveen              |
| Gay Swim Amsterdam       | Amsterdam               |
| IJsselmeer               | Huizen                  |
| Kon AZ 1870              | Amsterdam               |
| De Meerkoeten            | Abcoude                 |
| De Meeuwen Diemen        | Diemen                  |
| Nieuw Vennep             | Nieuw-Vennep            |
| Oceanus                  | Aalsmeer                |
| De Otters Het Gooi       | Bussum                  |
| De Potvis                | Laren                   |
| SHELL                    | Amsterdam               |
| Saltor                   | Amsterdam               |
| HZC De Robben/Tomingroep | Hilversum               |
| De Snippen               | Ouderkerk aan de Amstel |
| SPONS                    | Amsterdam               |
| Torpedo                  | Hilversum               |
| Triton                   | Weesp                   |
| TURBO '82                | Bussum                  |
| Upstream                 | Amsterdam               |
| De Waterwolf             | Badhoevedorp            |
| Het Y                    | Amsterdam               |
| Het Y-mere (SG)          | Almere                  |
| ZNA                      | Amsterdam               |
| ZPCH                     | Hoofddorp               |

## Kring Noord-Holland
Gebied: Het gedeelte van de provincie Noord-Holland benoorden het IJ en Noordzeekanaal met uitzondering van Gemeente Amsterdam en Landsmeer, benevens het gebied ten westen van het Spaarne.
| Zwemvereniging         | Plaats                      |
| ---------------------- | --------------------------- |
| Alliance               | Zaandijk                    |
| Aquafit                | Castricum                   |
| Aquarius               | Schagen                     |
| Aquawaard              | Heerhugowaard               |
| AZVD                   | Assendelft                  |
| De Bron                | Stede Broec                 |
| DAW                    | Alkmaar                     |
| DWT                    | Haarlem                     |
| EZV                    | Enkhuizen                   |
| Ed-Vo                  | Volendam                    |
| ZV De Ham ZC           | Krommenie                   |
| HPC                    | Heemstede                   |
| Hoorn                  | Hoorn                       |
| KZC                    | Beverwijk                   |
| MSV-Zeemacht           | Den Helder                  |
| NVA/HHC                | Haarlem                     |
| Noordkop               | Den Helder                  |
| Noordkop-zeemacht (SG) | Den Helder                  |
| Normerven              | Wieringen                   |
| ORZC'96 (SG)           | Heerhugowaard               |
| Oeza                   | Heemskerk                   |
| Orkano'75              | Warmenhuizen                |
| Oude Veer              | Anna Paulowna               |
| Rapido'82              | Haarlem                     |
| De Reuring             | Langedijk                   |
| De Spetters            | Heiloo                      |
| SG Haerlem '04         | Haarlem                     |
| SG Ymond               | Velsen, IJmuiden, Beverwijk |
| St Pancras'72          | Sint Pancras                |
| Start '99              | Alkmaar                     |
| De Terp                | Wieringerwerf               |
| TX'71                  | Den Burg, Texel             |
| VZV                    | Velsen, IJmuiden            |
| WZ&PC Purmerend        | Purmerend                   |
| Waterland              | Monnickendam                |
| De Zeeschuimers        | Zandvoort                   |
| ZWV-Nereus             | Zaandijk                    |

## Kring Gouwe Rijnstreek
Gebied: Het gedeelte der provincie Zuid-Holland ten zuiden begrensend door de lijn: Nieuwpoort, Lekkerkerk, Delft, Zoetermeer, Benthuizen, Voorschoten, Wassenaar, exclusief deze plaatsen ten noorden door de provincie Noord-Holland en ten oosten door de provincie Utrecht.
| Zwemvereniging         | Plaats                     |
| ---------------------- | -------------------------- |
| Aquamania              | Leiden                     |
| Alphense Zwemclub      | Alphen aan den Rijn        |
| Z&PC Alkemade          | Roelofarendsveen           |
| BZC                    | Bergambacht                |
| De Columbiaan          | Voorhout                   |
| Hoogeboom Tours/BZ&PC  | Bodegraven                 |
| DKD                    | Leiderdorp                 |
| GZC DONK               | Gouda                      |
| Z&PC Katwijk           | Katwijk                    |
| Koudekerk              | Koudekerk aan den Rijn     |
| Leidse Reddingsbrigade | Leiden                     |
| ZVL-1886               | Leiden                     |
| Lisse                  | Lisse                      |
| NZ&PC                  | Noordwijk                  |
| Noordwijkerhout        | Noordwijkerhout            |
| ORKA '97/HRC           | Moordrecht                 |
| OZV                    | Oudewater                  |
| De Plas                | Nieuwkoop                  |
| ZV Sassenheim          | Sassenheim                 |
| Z&PC de Gouwe          | Waddinxveen                |
| De Watervogels         | Bleiswijk                  |
| De Zijl Zwemsport      | Leiden en Oegstgeest       |
| ZPS                    | Stolwijk                   |
| ZPV Barracuda          | Nieuwerkerk aan den IJssel |
| Zwemschool Leiden      | Leiden                     |

## Kring Haaglanden
Gebied: Van provincie Zuid-Holland begrensend door de lijn Wassenaar, Voorschoten, Benthuizen, Zoetermeer, Delft, Schipluiden, De Lier, 's-Gravenzande, inclusief deze plaatsen.
| Zwemvereniging                                            | Plaats         |
| --------------------------------------------------------- | -------------- |
| AVZV                                                      | Voorburg       |
| AZL                                                       | Leidschendam   |
| CWP                                                       | Den Haag       |
| D’elft                                                    | Delft          |
| DES                                                       | Den Haag       |
| DSZ                                                       | Den Haag       |
| Haagse Watervrienden                                      | Den Haag       |
| HZ Zian                                                   | Den Haag       |
| Plons (zwemvereniging)                                    | Den Haag       |
| PZPC                                                      | Pijnacker      |
| Racing Club                                               | Den Haag       |
| RZV Excelsior                                             | Rijswijk       |
| De Vliet (SG)                                             | Rijswijk       |
| D.S.Z. WAVE                                               | Delft          |
| WVZ                                                       | Zoetermeer     |
| WZK Zwemmen                                               | Wassenaar      |
| ZCR                                                       | Den Haag       |
| ZDHC                                                      | Den Haag       |
| ZV Westland Dijkglas (voorheen Westland 96 & SG Westland) | Westland       |
| ZVZ                                                       | Zoetermeer     |
| Zwemlust '68                                              | Den Haag       |
| Voormalige zwemverenigingen                               |                |
| Alicante                                                  | 's-Gravenzande |
| Hippocampus                                               | Monster        |
| De Hoogwerf                                               | Naaldwijk      |
| LZV Waterloo                                              | De Lier        |

## Kring Rotterdam
Gebied: Gedeelte provincie Zuid-Holland bezuiden de lijn Nieuwpoort, Delft, Schipluiden, De Lier, Naaldwijk, 's-Gravenzande, exclusief Vianen.
| Zwemvereniging                           | Plaats                 |
| ---------------------------------------- | ---------------------- |
| ZZ&PC De Devel                           | Zwijndrecht            |
| De Duck                                  | Brielle                |
| DWF                                      | Sliedrecht             |
| De Geul                                  | Papendrecht            |
| GLS Ketelbinkie                          | Rotterdam              |
| De Gooye                                 | Dirksland              |
| De Kempvis                               | Spijkenisse            |
| LAC                                      | Rotterdam              |
| De Lansingh                              | Krimpen aan den IJssel |
| De Linge                                 | Leerdam                |
| Den Ouden/ACZ                            | Capelle aan den IJssel |
| MNC Dordrecht                            | Dordrecht              |
| ZPC Numansdorp                           | Numansdorp             |
| Ommoord                                  | Rotterdam              |
| PCG                                      | Gorinchem              |
| PCG-SVO (SG)                             | Gorinchem              |
| Poseidon'56                              | Ridderkerk             |
| Z&PC Rotterdam                           | Rotterdam              |
| RET (na fusie Z&PC Rotterdam)            | Rotterdam              |
| RZ&PC Rijnmond (na fusie Z&PC Rotterdam) | Rotterdam              |
| Ragnar                                   | Rotterdam              |
| ZV Rotterdam (na fusie Z&PC Rotterdam)   | Rotterdam              |
| RSW                                      | Rotterdam              |
| De Schotejil                             | Middelharnis           |
| SCOM                                     | Hoogvliet              |
| Spartaan                                 | Rotterdam              |
| De Stelle                                | Stellendam             |
| Strijen                                  | Strijen                |
| SVH                                      | Rotterdam              |
| SVO                                      | Groot-Ammers           |
| SZC                                      | Schiedam               |
| ZV Vlaardingen                           | Vlaardingen            |
| Watervrienden Hellevoetsluis             | Hellevoetsluis         |
| Wiekslag                                 | Alblasserdam           |
| De Zeehond'73                            | Rozenburg              |
| ZOB'66                                   | Oud-Beijerland         |
| ZPB H&L Productions                      | Barendrecht            |
| ZPC                                      | Rotterdam              |
| Z&PC                                     | Rotterdam              |
| ZVH                                      | Hardinxveld-Giessendam |
| ZVS                                      | 's-Gravendeel          |

## Kring Zeeland
Gebied: Provincie Zeeland.
| Zwemvereniging                            | Plaats       |
| ----------------------------------------- | ------------ |
| De Bevelanders                            | Kapelle      |
| De Bruinvis                               | Sas van Gent |
| De Ganze                                  | Goes         |
| De Honte                                  | Hontenisse   |
| Koewacht                                  | Koewacht     |
| Luctor et Emergo                          | Middelburg   |
| Onderdak                                  | Zierikzee    |
| De Otters Axel                            | Axel         |
| De Schelde                                | Terneuzen    |
| ZMVK (Zwemverg.Minder validen Kanaalzone) | Terneuzen    |
| De Stormvogel                             | Vlissingen   |
| Scheldestroom                             | Breskens     |
| 't Vrije                                  | Sluis        |
| Zeelandia                                 | Reimerswaal  |

## Kring Noord-Brabant
Gebied: Provincie Noord-Brabant.
| Zwemvereniging                 | Plaats               |
| ------------------------------ | -------------------- |
| Aegir                          | Eindhoven            |
| Altena (SG)                    | Werkendam            |
| Arethusa                       | Oss                  |
| Argo                           | Sint-Oedenrode       |
| Argonauta                      | Breda                |
| Aquamigos (SG)                 | Vlijmen              |
| De Biesboschzwemmers           | Werkendam            |
| BZ&PC                          | Boxmeer              |
| Spio                           | Venray               |
| BZV                            | 's-Hertogenbosch     |
| Bijtelskil                     | Sleeuwijk            |
| Zwem- en Poloklub Budel        | Budel                |
| Daphnia                        | Hoeven               |
| DBD                            | Best                 |
| Den Doorn                      | Almkerk, Nieuwendijk |
| DEZV                           | Drunen               |
| DIO                            | Etten-Leur           |
| De Dokkelaers                  | Hilvarenbeek         |
| De Dommelbaarzen               | Vught                |
| DZT'62                         | Deurne               |
| Die Heygrave                   | Vlijmen              |
| EOZC                           | Oirschot             |
| Gorgo                          | Heeswijk-Dinther     |
| Hieronymus                     | Roosendaal           |
| Hydra                          | Gemert               |
| De Krabben                     | Bergen op Zoom       |
| Lutra                          | Helmond              |
| Merlet                         | Cuijk                |
| Nautilus                       | Veghel               |
| Nayade                         | Eindhoven            |
| Nayade Classic                 | Eindhoven            |
| Nekton                         | Vught                |
| Neptunus'58                    | Schijndel            |
| Njord                          | Veldhoven            |
| Nuenen                         | Nuenen               |
| OZC'57                         | Oisterwijk           |
| Old Dutch                      | Breda                |
| Platella                       | Bladel               |
| PSV Zwemmen en waterpolo       | Eindhoven            |
| De Punderman                   | Someren              |
| SBC2000                        | Breda                |
| SWNZ (SG)                      | Schijndel            |
| Synchro                        | Breda                |
| Synchro Team Eindhoven         | Eindhoven            |
| Tempo                          | Valkenswaard         |
| Thalassa                       | Geldrop              |
| Tiamat                         | Eersel               |
| De Treffers                    | Rosmalen             |
| TRB/RES                        | Tilburg              |
| De Vennen                      | Dongen               |
| De Warande                     | Oosterhout           |
| De Wildert                     | Zundert              |
| WZV                            | Waalwijk             |
| ZDF                            | Rucphen              |
| ZVDO'74                        | Aalburg              |
| Zeester-Meerval                | Uden                 |
| Zegenwerp                      | Sint Michielsgestel  |
| De Zilvermeeuw                 | Woensdrecht          |
| Zwemmen Is Ons Genoegen (ZIOG) | Uden                 |
| ZPC Nekton                     | Vught                |
| De Zuidwesthoek                | Woensdrecht          |

## Kring Limburg
Gebied: Provincie Limburg.
| Zwemvereniging                          | Plaats            |
| --------------------------------------- | ----------------- |
| Becha                                   | Beek              |
| Brunssum                                | Brunssum          |
| Eurode                                  | Kerkrade          |
| Eszet                                   | Swalmen           |
| Glana                                   | Geleen            |
| Heldense Zwemvereniging                 | Helden            |
| Hellas                                  | Sittard           |
| Hellas/Glana (SG)                       | Sittard           |
| Hellas/Glana/KZ (SG)                    | Sittard, Kerkrade |
| HZPC                                    | Horst             |
| KZ&PC                                   | Kerkrade          |
| Kimbria                                 | Maastricht        |
| MZ&PC                                   | Maastricht        |
| Manta                                   | Bergen            |
| Zwem- en waterpolovereniging MOSA-regio | Venlo             |
| Mosaqua Gulpen                          | Gulpen            |
| NIMO Landgraaf                          | Landgraaf         |
| Nederweert                              | Nederweert        |
| Noord-Limburg (SG)                      | Bergen, Venray    |
| Patrick                                 | Echt              |
| De Roersoppers                          | Melick            |
| De Rog                                  | Weert             |
| ROB                                     | Reuver            |
| RZ                                      | Roermond          |
| RZL                                     | Haelen            |
| Regio Wessem                            | Wessem            |
| Spio                                    | Venray            |
| Swim2Win (SG)                           | Maastricht        |
| Tiburón                                 | Maastricht        |
| Trimclub Roermond                       | Roermond          |
| Vaals'75                                | Vaals             |
| Vivalo                                  | Gennep            |
| Waterproof                              | Maastricht        |
| Watervrienden Geleen                    | Geleen            |
| ZC Valkenburg                           | Valkenburg        |
| ZEPS                                    | Stein             |
| ZON/S&S                                 | Heerlen           |
| Zwemclub Eijsden                        | Eijsden           |

## Studentenzwemverenigingen
Vallen onder: NSZK.
| Zwemvereniging         | Plaats     |
| ---------------------- | ---------- |
| Aquamania              | Leiden     |
| S.Z.V. Aquifer         | Wageningen |
| G.S.Z.C. De Walvisch   | Groningen  |
| G.S.Z.V. De Golfbreker | Groningen  |
| Hydrofiel              | Nijmegen   |
| M.S.Z.V. Tiburon       | Maastricht |
| Natatilis              | Zwolle     |
| Nayade                 | Eindhoven  |
| R.S.Z.&W.V. Ragnar     | Rotterdam  |
| SPONS                  | Amsterdam  |
| T.S.W.V. Tater         | Tilburg    |
| D.S.Z. WAVE            | Delft      |
| USZ&WF Het Zinkstuk    | Utrecht    |
| Z.P.V. Piranha         | Enschede   |

## Verenigingen onder de Nederlandse Culturele Sportbond
Vallen onder de NCS-CWZ
| Zwemvereniging              | Plaats           |
| --------------------------- | ---------------- |
| Watervrienden Amsterdam     | Amsterdam        |
| Apeldoornse Watervrienden   | Apeldoorn        |
| Deurnese Watervrienden      | Deurne           |
| Eindhovense Watervrienden   | Eindhoven        |
| Groningse Watervrienden     | Groningen        |
| Haagse Watervrienden        | Den Haag         |
| Helmondse Watervrienden     | Helmond          |
| Pijnackerse Watervrienden   | Pijnacker        |
| Tilburgse Watervrienden     | Tilburg          |
| Wageningse Watervrienden    | Wageningen       |
| Watervrienden Almere        | Almere           |
| Watervrienden Brunssum      | Brunssum         |
| Watervrienden Den Bosch     | 's-Hertogenbosch |
| Watervrienden Geleen        | Geleen           |
| Watervrienden Haarlem       | Haarlem          |
| Watervrienden Hoofddorp     | Hoofddorp        |
| Watervrienden IJmuiden      | IJmuiden         |
| Watervrienden Lisse         | Lisse            |
| Watervrienden Maastricht    | Maastricht       |
| Watervrienden Neptunus Born | Born             |
| Watervrienden Rotterdam     | Rotterdam        |
| Watervrienden Valkenswaard  | Valkenswaard     |
| Watervrienden Zevenaar      | Zevenaar         |